# Rote Fabrik
La Rote Fabrik, « Fabrique rouge » en allemand, est une ancienne usine à Zurich-Wollishofen, qui est à présent utilisée comme scène musicale et comme centre culturel. L'endroit est ainsi nommé car les murs des bâtiments sont fabriqués à partir de briques rouges, mais aussi du fait que les partis de gauche ont milité pour faire de l'endroit un centre culturel.

## Histoire

### L'Usine
La Rote Fabrik fut construite en 1882 par l'entreprise de tissage de la soie Seidenfirma Henneberg, selon des plans de l'architecte Carl Arnold Séquin-Bronner. En 1899 l'entreprise Henneberg fut acquise par la compagnie Stünzi Söhne Seidenwebereien basée à Horgen. En 1940 l'usine fut acquise par ITT Corporation. En 1972, la ville de Zürich fit l'acquisition du bâtiment avec pour but la démolition de l'usine et l'élargissement de la route adjacente, la Seestrasse.

### Le centre culturel
En 1972 le Parti socialiste suisse lança une initiative populaire pour la préservation du bâtiment et sa transformation en centre culturel. En conséquence, des studios furent mis place pour les artistes et des évènements culturels y eurent lieu. En 1977 l'initiative fut acceptée. L'allocation, en 1980, d'un crédit de 61 millions de francs à la rénovation de l'opéra fut la cause de manifestations en mai. Les manifestants réclamaient des fonds pour un espace public alternatif. Le 25 octobre 1980 le centre culturel de la Rote Fabrik ouvrit ses portes officiellement.
En 1981, la Rote Fabrik fut déclarée site protégé. Un référendum en 1987 détermina que le centre culturel devait être subventionné. Le site fut rénové au début des années 1990. En 2002 les subventions furent ajustées à 2,3 millions de francs, cette somme rendit possible l'organisation de plus de 300 évènements par an. Depuis 2008, le Dock 18 se trouve sur le site, il s'agit d'un espace pour la culture des nouveaux médias. Le 30e anniversaire fut célébré en 2010.